# Хоїк
Хóїк (англ. Hawick [hɔɪk], шотл. Haaick, шотл. гел. Hamhaig) — місто на півдні Шотландії, в області Шотландські кордони.
Місто було офіційно засноване в 16 столітті, але раніше було місцем історичного поселення, що сягає сотень років тому. Наприкінці 17 століття місто почало значно зростати, особливо під час промислової революції та вікторіанської епохи, як центр виробництва текстилю, з упором на в’язання та ткацтво, використовуючи такі матеріали, як твід і кашемір. До кінця 20-го століття виробництво текстилю занепало, але місто залишається важливим регіональним центром шопінгу, туризму та послуг. Архітектура Хавіка відрізняється тим, що тут багато будівель з пісковику з шиферними дахами. У місті є кілька музеїв, парків і пам'яток. Місто приймає щорічний фестиваль фільмів і рухомих зображень «Алкемі».

## Демографія
Населення міста становить 14 120 осіб (2006).
1. ↑  Hawick. Wikipedia (англ.). 31 травня 2024. Процитовано 13 серпня 2024.